# Kepler-19b

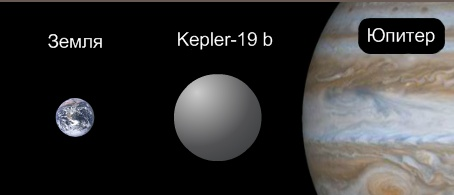
Kepler-19b comparado à Terra (esquerda) e a Júpiter (direita).

Kepler-19b é um planeta extrassolar que orbita a estrela Kepler-19. Foi descoberto em 2011 a partir de dados obtidos pela sonda Kepler. Possui um período orbital de 9,28 dias, uma massa máxima de 20,3 massas terrestres e um raio de 2,2 raios terrestres.
O planeta foi descoberto pelo método de trânsito. Ele passou na frente de Kepler-19, visto da Terra, o que causou uma pequena mudança no brilho da estrela. Essa mudança de brilho indica a existência de um planeta. O período de trânsito de Kepler-19b varia levemente, o que levou à descoberta indireta do planeta Kepler-19c, que perturba a órbita de Kepler-19b causando as variações.